# 시카 (가수)
시카(본명: (렌시카 / 롄쓰쟈), 1995년 8월 22일 ~ )는 중국과 일본 혼혈인 대한민국의 가수이다.

## 화보
- 2018년 - 9월 SPAO 겨울 카탈로그 화보